# Esk (fleuve)
Pour les articles homonymes, voir Esk.
Le fleuve Esk (anglais : Esk River), est le plus au nord des deux cours d'eau portant le nom de Esk River en Nouvelle-Zélande. Il coule dans la région de Hawke's Bay, dans l’est de l’Île du Nord.

## Géographie
C’est l’un des principaux cours d'eau de la région. L'Esk s’écoule vers le sud à partir des pentes du mont Taraponui (en)  situé dans la chaîne de  Maungaharuru (en), avant de tourner vers l’est pour atteindre la baie de Hawke's Bay à 10 km au nord de la ville de Napier. La route State Highway 5, suit la partie inférieure du cours du fleuve sur plusieurs kilomètres près de la ville d’Eskdale.

## Toponymie
Le fleuve a probablement été nommé d’après le nom de la rivière Esk située dans le sud de l’Écosse et du nord-ouest de l’Angleterre.

## Loisirs
Le cours inférieur de l'Esk, sur 19 km, peut être adopté pour pratiquer le canoë-kayak en eau vive, mais les flots doivent alors être au-dessus du niveau de la normale. Les truites Brunes et les truites arc en ciel sont présentes dans la rivière  mais la pèche y est limitée.
Le parcours sud de la rivière forme la limite nord du développement urbain à partir de la ville de Napier.
L'établissement nommé collège de filles d'Hukarere (en) est situé près de la rivière Esk.
Du chardonnay et des cépages de raisin rouge poussent dans la vallée de la rivière Esk.